# Новодружеськ
Новодру́жеськ — місто в Україні, у Лисичанській міській громаді Сіверськодонецького району Луганської області. Розташоване на правому березі Сіверського Дінця, за 2 км від Лисичанська і за 3 км від станції Насвітевич на лінії Куп'янськ-Комишуваха.

## Історія
Шахтарське селище Новодружеськ засноване в 1935 році у зв'язку з будівництвом шахти «Новодружеська» проектною потужністю 1,5 тис. тонн вугілля на добу. Перші шахтобудівники жили в трьох дерев'яних бараках, а також в навколишніх селах. До кінця року споруджено ще 12 бараків для робітників, розпочато будівництво двоповерхових житлових будинків, введені в експлуатацію магазин та їдальня. У травні 1936 року були здані перші шість двоповерхових житлових будинків.
У грудні 1939 року шахта «Новодружеська» вступила до ладу. До червня 1941 року середньодобовий видобуток вугілля досягав 545 тонн.
Вугілля з цієї шахти та з шахти Томаша (1921-1941рр) за допомогою повітряно-канатної дороги доставлялось на хімічний завод Русско-Краска (м.Рубіжне)
У жовтні 1938 року Новодружеськ був виділений в самостійну адміністративну одиницю. Селище увійшло до складу Лисичанського району. За переписом 1939 року в ньому мешкало 4704 людей. Напередодні Другої світової війни житловий фонд селища перевищував 20 тис. кв. метрів. Діяли дві школи, клуб, медичний пункт і амбулаторія, дитячий садок, ясла, два магазини, їдальня.
10 липня 1942 частини Червоної Армії тимчасово залишили Новодружеськ. За період окупації німецькі війська вбили 126 жителів, 130 людей вивезли до Німеччини. 6 лютого 1943 воїни Червоної Армії звільнили селище. Але 3 березня німецькі війська знову захопили населений пункт. Жителі цього разу пішли за Сіверський Донець разом з червоноармійцями. 2 вересня 1943 підрозділи 1003-го стрілецького полку 279-ї стрілецької дивізії, що наступали з Привольнянського плацдарму, з боєм зайняли Новодружеськ.
Відновлення шахти «Новодружеська» почалося в лютому 1945 року і закінчилося у грудні 1949 року. У наступному році середньодобовий видобуток вугілля склав 650 тонн, тобто був перевершений довоєнний рівень. У 1952 році почалося будівництво ще однієї шахти — Шахта «Томашевська-Південна».

### Російське вторгнення в Україну
23 липня 2014 під час наступу підрозділів АТО місто було звільнено від загонів сепаратистів.
У 2022 році місто було окуповано вдруге. Під час боїв Новодружеськ було сильно пошкоджено, станом на 2025 рік у місті не було світла, газу та води. За різними оцінками залишилося 10% населення.

## Населення

### Національний склад
Національний склад населення за даними перепису 2001 року:
| Національність  | Відсоток |
| --------------- | -------- |
| українці        | 64,39%   |
| росіяни         | 32,36%   |
| білоруси        | 1,54%    |
| татари          | 0,66%    |
| поляки          | 0,17%    |
| молдовани       | 0,14%    |
| грузини         | 0,13%    |
| інші/не вказали | 0,61%    |

### Мовний склад
Рідна мова населення за даними перепису 2001 року:
| Мова            | Чисельність, осіб | Доля   |
| --------------- | ----------------- | ------ |
| Російська       | 5 071             | 55,40% |
| Українська      | 3 740             | 40,86% |
| Білоруська      | 22                | 0,24%  |
| Вірменська      | 3                 | 0,03%  |
| Румунська       | 3                 | 0,03%  |
| Німецька        | 1                 | 0,01%  |
| Інші/Не вказали | 314               | 3,43%  |
| Разом           | 9 154             | 100%   |

За даними перепису 2001 року 40,86 % населення міста вказали українську мову рідною, 55,40 % — російську, 3,74 % — інші мови.

## Фото-галерея

Світлини
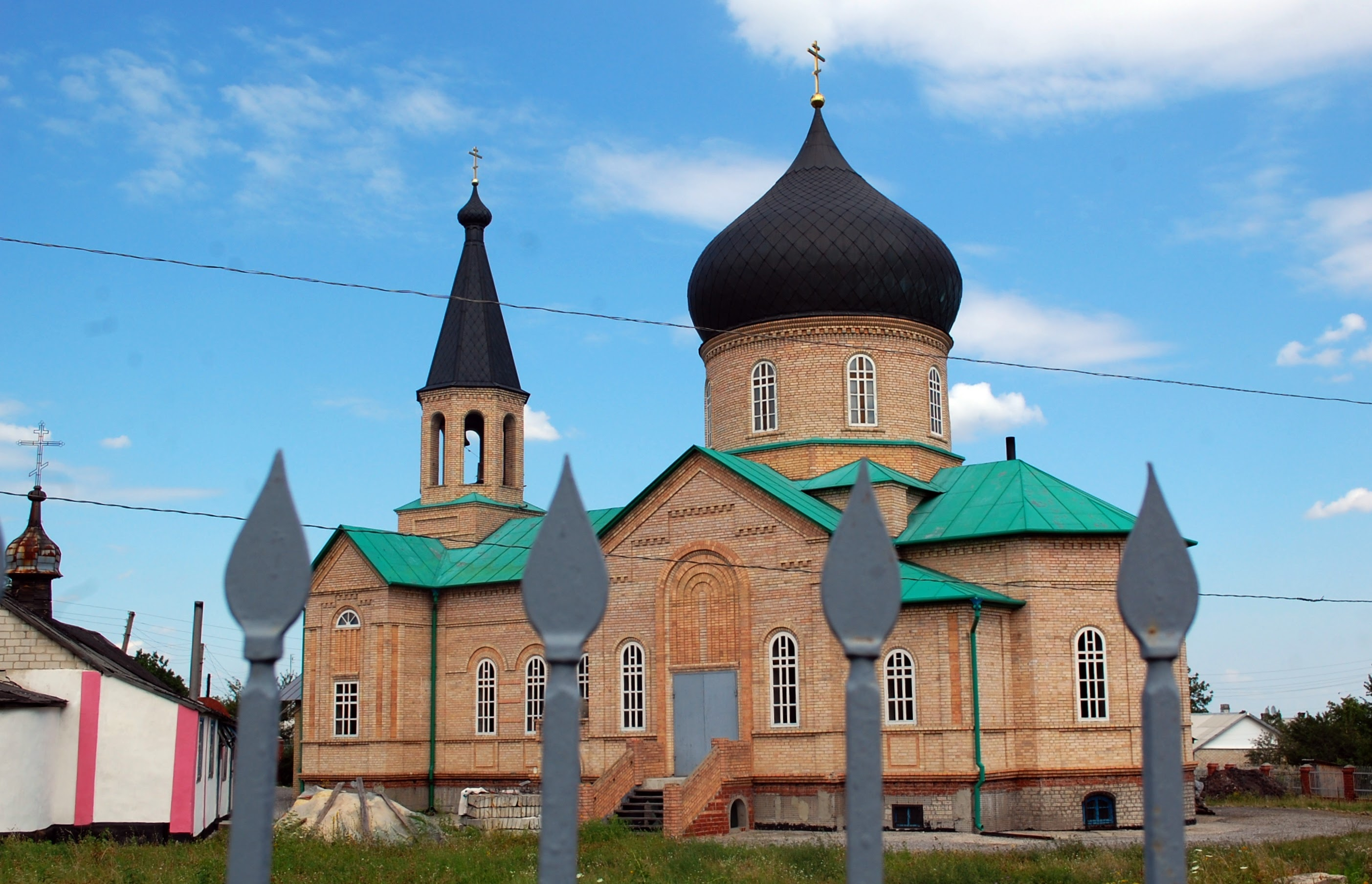
храм
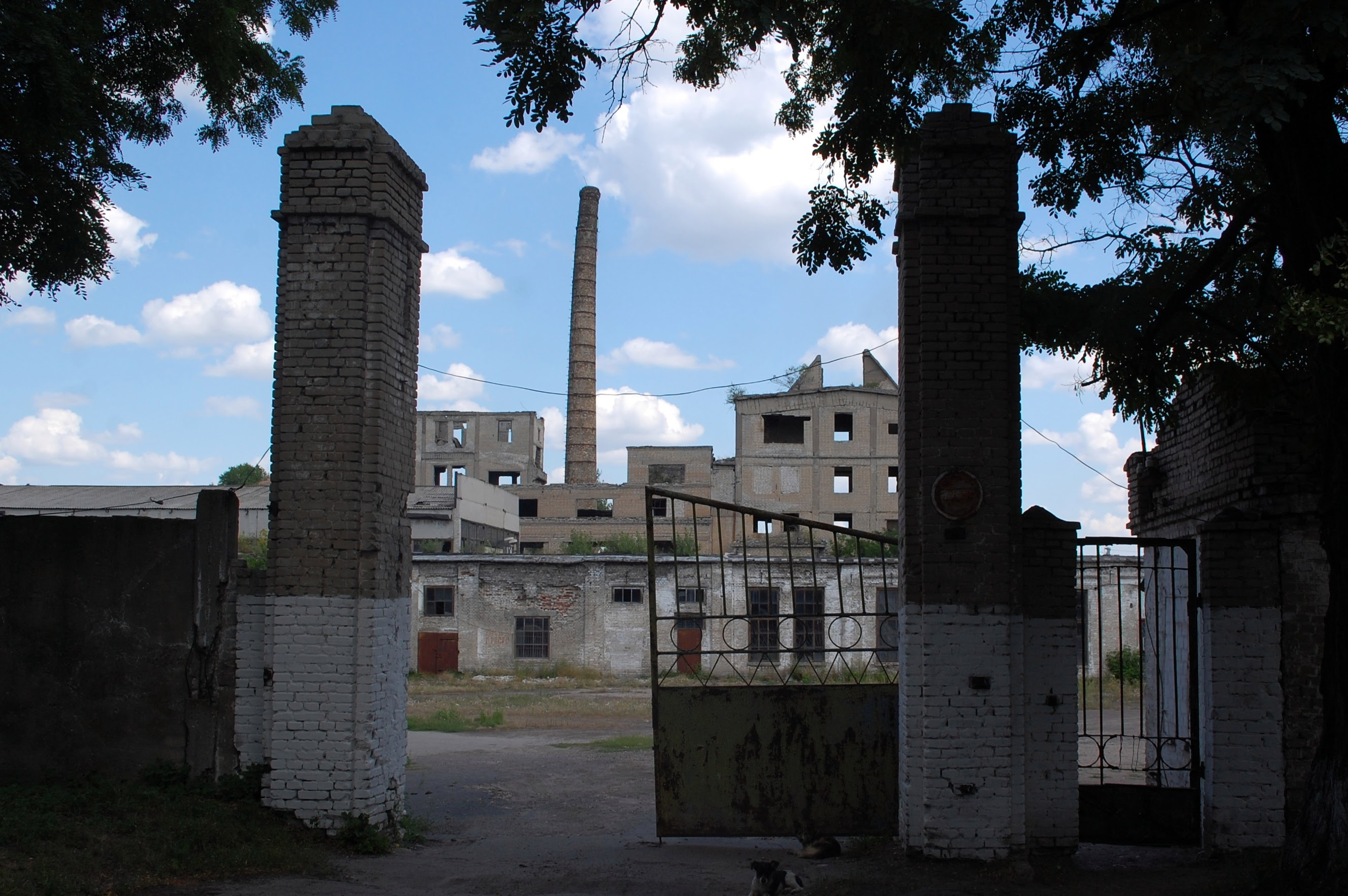
колишня шахта Новодружеська-Південна